# Vladímir Okhótnik
Vladimir Ilitx Okhótnik (Kíiv, 28 de febrer de 1950) és un jugador i escriptor d'escacs francès, originàriament ucraïnès, que va jugar sota bandera soviètica, i que té el títol de Gran Mestre des de 2011, data en què va guanyar el Campionat del món sènior. El 1979 va guanyar la 44a edició del Campionat d'Ucraïna a Dnipropetrovsk.
A la llista d'Elo de la FIDE del desembre de 2021, hi tenia un Elo de 2326 punts, cosa que en feia el jugador número 151 (en actiu) de França. El seu màxim Elo va ser de 2510 punts, a la llista de juliol de 2000 (posició 456 al rànquing mundial).

## Resultats destacats en competició
Després de guanyar el campionat ucraïnès, va obtenir alguns bons resultats a l'Europa de l'est, com el primer lloc a Mezőhegyes 1984, o el segon lloc ex aequo a Satu Mare 1986. A les darreries dels 1980 fou un dels nombrosos mestres soviètics que varen aprofitar l'obertura de fronteres per jugar a l'Europa occidental, i el 1987 quedà primer a Samos i 4t a Halle, i el 1988 fou primer a l'Obert d'escacs de Cappelle-la-Grande. Els 1990 es va mudar definitivament a França, i va adquirir la nacionalitat francesa.
El 2011 es proclamà Campió del món sènior a Opatija (Croàcia).
El 2012 fou segon al torneig obert de Villach (el campió fou Nikola Sedlak). El 2015 es proclamà novament Campió del món sènior, aquest cop en la categoria de nova creació de més grans de 65 anys, a Acqui Terme.

## Escriptor d'escacs
Conjuntament amb Bogdan Lalić, ha escrit dos llibres:
- Carpathian Warrior book one. Secrets of a Master, Pandora Press, 2005 (370 p.), cobrint la defensa Pirc, la defensa Moderna, la Txeca, i la Philidor
- Carpathian Warrior 2, Pandora Press, 2008, cobrint línies poc conegudes contra la Pirc i la Moderna, així com d'altres sistemes per al negre que incloguin un fianchetto a l'ala de rei.[7]